# Chris Porter (hockey sur glace)
Pour les articles homonymes, voir Chris Porter et Porter.
Chris Porter (né le 29 mai 1984 à Thunder Bay, dans la province de l'Ontario, au Canada) est un joueur professionnel américain de hockey sur glace qui évolue au poste d'ailier gauche.

## Biographie
Il est repêché par les Blackhawks de Chicago lors du repêchage d'entrée dans la LNH 2003. Il joua encore quatre saisons dans la WCHA avant de devenir agent libre puisque les Blackhawks ne le font pas signer. Le 21 août 2007, il signe son contrat d'entrée LNH (deux ans) avec les Blues de Saint-Louis et jouera la saison 2007-2008 avec le Riverman de Peoria, le club-école des Blues. Il joue son premier match dans la LNH, la saison suivante, lors du premier match des Blues de la saison 2008-2009 et marque son premier but, le 18 octobre 2008, face aux Blackhawks.
Il joua huit saisons dans l'organisation des Blues et le 8 août 2015, il signe un contrat d'une saison à deux volets avec les Flyers de Philadelphie. Le 1er octobre 2015, il est réclamé au ballottage par le Wild du Minnesota.

## Statistiques

### En club
| Saison     | Équipe                           | Ligue      |     | Saison régulière | Saison régulière | Saison régulière | Saison régulière | Saison régulière |   | Séries éliminatoires | Séries éliminatoires | Séries éliminatoires | Séries éliminatoires | Séries éliminatoires |
| Saison     | Équipe                           | Ligue      | PJ  | B                | A                | Pts              | Pun              | PJ               | B | A                    | Pts                  | Pun                  |                      |                      |
| 2002-2003  | Stars de Lincoln                 | USHL       | 59  | 13               | 22               | 35               | 74               | 10               | 4 | 3                    | 7                    | 10                   |                      |                      |
| 2003-2004  | Fighting Sioux du Dakota du Nord | WCHA       | 41  | 10               | 15               | 25               | 46               | -                | - | -                    | -                    | -                    |                      |                      |
| 2004-2005  | Fighting Sioux du Dakota du Nord | WCHA       | 43  | 12               | 3                | 15               | 36               | -                | - | -                    | -                    | -                    |                      |                      |
| 2005-2006  | Fighting Sioux du Dakota du Nord | WCHA       | 46  | 7                | 16               | 23               | 40               | -                | - | -                    | -                    | -                    |                      |                      |
| 2006-2007  | Fighting Sioux du Dakota du Nord | WCHA       | 43  | 13               | 17               | 30               | 38               | -                | - | -                    | -                    | -                    |                      |                      |
| 2007-2008  | Rivermen de Peoria               | LAH        | 80  | 12               | 25               | 37               | 72               | -                | - | -                    | -                    | -                    |                      |                      |
| 2008-2009  | Blues de Saint-Louis             | LNH        | 6   | 1                | 1                | 2                | 0                | -                | - | -                    | -                    | -                    |                      |                      |
| 2008-2009  | Rivermen de Peoria               | LAH        | 74  | 7                | 16               | 23               | 72               | 7                | 1 | 1                    | 2                    | 0                    |                      |                      |
| 2009-2010  | Rivermen de Peoria               | LAH        | 80  | 13               | 18               | 31               | 53               | -                | - | -                    | -                    | -                    |                      |                      |
| 2010-2011  | Rivermen de Peoria               | LAH        | 36  | 9                | 11               | 20               | 63               | -                | - | -                    | -                    | -                    |                      |                      |
| 2010-2011  | Blues de Saint-Louis             | LNH        | 45  | 3                | 4                | 7                | 16               | -                | - | -                    | -                    | -                    |                      |                      |
| 2011-2012  | Blues de Saint-Louis             | LNH        | 47  | 4                | 3                | 7                | 11               | -                | - | -                    | -                    | -                    |                      |                      |
| 2011-2012  | Rivermen de Peoria               | LAH        | 2   | 0                | 1                | 1                | 2                | -                | - | -                    | -                    | -                    |                      |                      |
| 2012-2013  | Rivermen de Peoria               | LAH        | 12  | 7                | 3                | 10               | 11               | -                | - | -                    | -                    | -                    |                      |                      |
| 2012-2013  | Blues de Saint-Louis             | LNH        | 29  | 2                | 6                | 8                | 0                | 6                | 1 | 0                    | 1                    | 0                    |                      |                      |
| 2013-2014  | Wolves de Chicago                | LAH        | 38  | 7                | 11               | 18               | 37               | -                | - | -                    | -                    | -                    |                      |                      |
| 2013-2014  | Blues de Saint-Louis             | LNH        | 22  | 0                | 1                | 1                | 0                | 6                | 1 | 2                    | 3                    | 0                    |                      |                      |
| 2014-2015  | Blues de Saint-Louis             | LNH        | 24  | 1                | 1                | 2                | 6                | 3                | 0 | 1                    | 1                    | 0                    |                      |                      |
| 2015-2016  | Wild du Minnesota                | LNH        | 61  | 4                | 3                | 7                | 6                | 6                | 1 | 0                    | 1                    | 0                    |                      |                      |
| 2016-2017  | Bruins de Providence             | LAH        | 67  | 8                | 17               | 25               | 28               | 17               | 5 | 4                    | 9                    | 8                    |                      |                      |
| 2017-2018  | Bruins de Providence             | LAH        | 52  | 2                | 8                | 10               | 31               | 2                | 0 | 0                    | 0                    | 0                    |                      |                      |
| Totaux LNH | Totaux LNH                       | Totaux LNH | 234 | 15               | 19               | 34               | 39               | 21               | 3 | 3                    | 6                    | 0                    |                      |                      |

### En équipe nationale
Il représente les États-Unis au niveau international.
| Année | Équipe     | Compétition          |   | PJ | B | A | Pts | Pun      |  | Résultat |
| 2011  | États-Unis | Championnat du monde | 7 | 0  | 1 | 1 | 2   | 8e place |  |          |